# كورت روبرتس (منافس ألعاب قوى)
كورت روبرتس (بالإنجليزية: Kurt Roberts)‏ هو منافس ألعاب قوى أمريكي، ولد في 20 فبراير 1988 في لانكستر في الولايات المتحدة.

## وصلات خارجية
- كورت روبرتس على موقع الاتحاد الدولي لألعاب القوى (الإنجليزية)
- كورت روبرتس على موقع الدوري الماسي (الإنجليزية)